# A.S.V.Gay
A.S.V.Gay, voluit Amsterdamse Studenten Vereniging Gay (A.S.V.G.), is een Amsterdamse studentenvereniging met als doelgroep LHBTQ+-studenten aan Amsterdamse onderwijsinstellingen. 

## Karakteristieken
Het lidmaatschap van A.S.V.Gay staat open voor studenten tussen de 16 en 30 jaar, van zowel het hoger onderwijs als het mbo. Behoren tot de LHBTQ+-gemeenschap is niet noodzakelijk; de vereniging accepteert ook heteroseksuele leden. Het grootste deel van de leden studeert aan de Universiteit van Amsterdam en een groot deel aan de Hogeschool van Amsterdam.
De kennismakingstijd voor nieuwe leden, de ontrozing, bevat geen ontgroeningsrituelen.

## Geschiedenis
De vereniging is opgericht in 2010 door vier lesbische studenten, en telde in september 2023 circa 350 leden.

## Interne structuur
De vereniging heeft verschillende commissies die diverse activiteiten organiseren.

## Externe structuur
A.S.V.Gay is één van de 25 leden van de Amsterdamse Kamer van Verenigingen, de PKvV van Amsterdam. Anteros, een vereniging in Utrecht, is zustervereniging. A.S.V.Gay vaart elk jaar mee met de Amsterdamse Canal Pride.